# Sextus Iulius Sparsus
Sextus Iulius Sparsus war ein im 1. Jahrhundert n. Chr. lebender römischer Politiker.
Durch Militärdiplome, die auf den 7. November 88 datiert sind, ist belegt, dass Sparsus 88 zusammen mit Manius Otacilius Catulus Suffektkonsul war; die beiden übten dieses Amt im letzten Nundinium des Jahres aus.